# Saint-Julien-de-Cassagnas
Saint-Julien-de-Cassagnas este o comună în departamentul Gard din sudul Franței. În 2009 avea o populație de 636 de locuitori.

## Evoluția populației
| An        | 1975 | 1982 | 1990 | 1999 | 2006 | 2009 |
| --------- | ---- | ---- | ---- | ---- | ---- | ---- |
| Populație | 373  | 374  | 503  | 518  | 594  | 636  |